# We Are All Made of Stars
We Are All Made of Stars è un singolo del musicista statunitense Moby, pubblicato il 29 aprile 2002 come primo estratto dal sesto album in studio 18.
Il brano giunse alla undicesima posizione della Official Singles Chart, diventando così il brano più famoso del disco.
Questa notorietà è data anche dal fatto che venne inclusa nella raccolta Songs for Tibet, un'iniziativa per promuovere la pace e i diritti civili nel Tibet e supportare il Dalai Lama Tenzin Gyatso.

## Descrizione
La canzone fu scritta subito dopo l'attacco dell'11 settembre 2001 con l'intento di infondere speranza e fiducia per un futuro migliore. Moby disse che per stenderla si ispirò musicalmente al pezzo Flowers dell'album Today della rock band alternativa Galaxie 500, mentre per il testo si basò sulla legge della fisica quantistica che dice che "A livello quantico fondamentale, tutta la materia nell'universo è essenzialmente costituita da polvere di stelle".

## Video musicale
Il videoclip, diretto da Joseph Kahn, sottolinea gli eccessi della tipica "dolce vita" di Hollywood, mostrando alcuni personaggi famosi che però per provare un po' di divertimento si riducono a frequentare ambienti squallidi, in compagnia di prostitute e simili. Moby, come sia a voler rimarcare la sua estraneità da questo mondo felliniano e sia creare un collegamento con la copertina dell'album 18, è vestito con una tuta da astronauta. 
Stilisticamente il corto si ispira a inquadrature di Philip-Lorca diCorcia e al tema dello "Star Child" di "2001: Odissea nello spazio".
Le celebrità che compaiono nel video sono:
- Kato Kaelin
- Verne Troyer
- Corey Feldman
- Todd Bridges
- Gary Coleman
- J.C. Chasez
- Dave Navarro
- Sean Bean
- Dominique Swain
- Ron Jeremy
- Thora Birch
- Tommy Lee
- Molly Sims
- Angelyne
- The Toxic Avenger
- Leelee Sobieski
- Sgt. Kabukiman N.Y.P.D.
- Robert Evans

### Riconoscimento
Il videoclip vinse l'MTV Video Music Award per la miglior fotografia all'edizione del 2002 degli MTV Video Music Awards.

## Tracce
CDMUTE268 (UK)
1. We Are All Made of Stars (Single Version) – 3:38
2. Landing – 3:35
3. Soul to Love – 4:28

LCDMUTE268 (UK)
1. We Are All Made of Stars (Downtempo)
2. We Are All Made of Stars (DJ Tiësto Full Vocal Mix)
3. We Are All Made of Stars (Timo Maas Dub Mix)

## Classifiche
| Classifica (2002)                    | Posizione |
| ------------------------------------ | --------- |
| French Singles Chart                 | 40        |
| German Singles Chart                 | 60        |
| Polish Singles Chart                 | 10        |
| Official Singles Chart               | 11        |
| U.S.A. Billboard Hot Dance Club Play | 19        |
| U.S.A. BillboardModern Rock Tracks   | 22        |